# Naimark-Problem
Das Naimark-Problem, benannt nach dem russischen Mathematiker Mark Aronowitsch Naimark, ist ein mathematisches Problem aus dem Bereich der Funktionalanalysis. Das Naimark-Problem ist aktuell (2024) offen.

## Formulierung
Seien {\displaystyle H} ein Hilbertraum und {\displaystyle C(H)} die C*-Algebra der kompakten Operatoren auf {\displaystyle H} sowie {\displaystyle L(H)} die C*-Algebra aller stetigen, linearen Operatoren {\displaystyle H\rightarrow H}. M. A. Naimark bewies 1948, dass je zwei irreduzible Hilbertraum-Darstellungen {\displaystyle \pi _{1}:C(H)\rightarrow L(H_{1})} und {\displaystyle \pi _{2}:C(H)\rightarrow L(H_{2})} von {\displaystyle C(H)} unitär äquivalent sind, das heißt, dass es einen unitären Operator {\displaystyle U:H_{1}\rightarrow H_{2}} gibt, so dass {\displaystyle \pi _{1}(x)=U^{*}\pi _{2}(x)U} für alle {\displaystyle x\in C(H)}, (und damit unitär äquivalent zur identischen Darstellung {\displaystyle C(H)\rightarrow L(H)} sind).
Das Naimark-Problem stellt die Frage nach der Umkehrung dieser Aussage:
- Sei {\displaystyle A} eine C*-Algebra mit der Eigenschaft, dass je zwei irreduzible Hilbertraum-Darstellungen unitär äquivalent sind. Gibt es dann einen Hilbertraum {\displaystyle H}, so dass {\displaystyle A} zu {\displaystyle C(H)} isomorph ist?

## Eigenschaften
Für eine beliebige C*-Algebra sei {\displaystyle {\hat {A}}} die Menge der unitären Äquivalenzklassen irreduzibler Darstellungen. Es ist bekannt, dass es stets irreduzible Darstellungen gibt, das heißt {\displaystyle {\hat {A}}\not =\emptyset }. Für eine C*-Algebra aus dem Naimark-Problem ist {\displaystyle {\hat {A}}} einelementig und daher so klein wie möglich.
Die Kerne irreduzibler Darstellungen heißen primitive Ideale und man überlegt sich leicht, dass unitär äquivalente irreduzible Darstellungen dieselben Kerne haben. Bezeichnet {\displaystyle \mathrm {Prim} (A)} die Menge aller primitiven Ideale, so hat man also eine kanonische Abbildung {\displaystyle k\colon {\hat {A}}\rightarrow \mathrm {Prim} (A)}, die eine Äquivalenzklasse {\displaystyle [\pi ]} auf den Kern {\displaystyle \pi ^{-1}(\{0\})} abbildet. Für eine C*-Algebra aus dem Naimark-Problem ist dies daher eine Abbildung zwischen zwei einelementigen Mengen.
Eine C*-Algebra {\displaystyle A} aus dem Naimark-Problem muss einfach sein, das heißt, dass es neben dem Nullideal {\displaystyle \{0\}} und {\displaystyle A} keine weiteren abgeschlossenen, zweiseitigen Ideale gibt. Jedes solche Ideal ist nämlich Durchschnitt primitiver Ideale und da es davon nur ein einziges gibt, sind {\displaystyle A} (Durchschnitt der leeren Menge primitiver Ideale) und das Nullideal (Durchschnitt von {\displaystyle \mathrm {Prim} (A)}) die einzigen beiden abgeschlossenen, zweiseitigen Ideale.

## Positive Antwort für Typ-I-C*-Algebren
- Ist die C*-Algebra {\displaystyle A} des Naimark-Problems vom Typ I, so ist sie isomorph zu {\displaystyle C(H)} für einen Hilbertraum {\displaystyle H}.

Begründung: Wähle eine irreduzible Darstellung {\displaystyle \pi :A\rightarrow L(H)}. Diese hat nach Obigem den Kern {\displaystyle \{0\}} und ist daher injektiv, weshalb {\displaystyle A} isomorph zu {\displaystyle \pi (A)\subset L(H)} und daher ebenfalls einfach ist. Da {\displaystyle A} vom Typ I ist, gilt {\displaystyle \pi (A)\supset C(H)} (für jede irreduzible Darstellung), und da {\displaystyle C(H)} ein abgeschlossenes  zweiseitiges Ideal ist (sogar in {\displaystyle L(H)}), muss {\displaystyle \pi (A)=C(H)} sein. Also gilt {\displaystyle A\cong \pi (A)=C(H)}, wie gewünscht.

## Positive Antwort für separable C*-Algebren
- Ist die C*-Algebra {\displaystyle A} des Naimark-Problems separabel, so ist sie isomorph zu {\displaystyle C(H)} für einen Hilbertraum {\displaystyle H}.

Begründung: Es ist ein bekannter Satz, dass eine separable C*-Algebra genau dann vom Typ I ist, wenn die kanonische Abbildung {\displaystyle k\colon {\hat {A}}\rightarrow \mathrm {Prim} (A)} injektiv ist. Für eine C*-Algebra aus dem Naimark-Problem ist dies aber eine Abbildung zwischen zwei einelementigen Mengen und daher sicher injektiv. Damit ist das Naimark-Problem auf obigen Typ-I-Fall zurückgeführt.

## Gegenbeispiel
Nimmt man zu den üblichen Axiomen der Mengenlehre, das heißt zu den Axiomen der Zermelo-Fraenkel-Mengenlehre mit Auswahlaxiom (kurz ZFC), das Karo-Axiom hinzu, so konnten C. Akemann und N. Weaver ein Gegenbeispiel zum Naimark-Problem konstruieren.
Dabei handelt es sich um eine Vereinigung {\displaystyle \textstyle \bigcup _{\alpha <{\aleph }_{1}}\!\!A_{\alpha }} einfacher, separabler C*-Algebren mit einem gemeinsamen Einselement. In der technisch aufwändigen Konstruktion wird die aufsteigende Folge {\displaystyle A_{\alpha }} der Länge der kleinsten überabzählbaren Kardinalzahl {\displaystyle {\aleph }_{1}} unter Verwendung des Karo-Axioms so gewählt, dass auf der Vereinigung alle irreduziblen Darstellungen unitär äquivalent sind. Diese C*-Algebra ist damit ein Gegenbeispiel zum Naimark-Problem.

## Bemerkungen
- Unter der Voraussetzung, dass die Mathematik widerspruchsfrei ist, kann man auf Basis der ZFC-Axiome nicht beweisen, dass das Naimark-Problem eine positive Lösung hat, denn im Axiomensystem ZFC+Karo hätte man dann eine positive Antwort und ein Gegenbeispiel, was ein Widersprich wäre. Man hat daher nur die Aussage, dass die Existenz eines Gegenbeispiels konsistent ist, das heißt nicht im Widerspruch zu ZFC steht.
- Die oben für separable C*-Algebren genannte Charakterisierung von Typ-I-C*-Algebren ({\displaystyle A} ist vom Typ I genau dann, wenn {\displaystyle k\colon {\hat {A}}\rightarrow \mathrm {Prim} (A)} injektiv ist) kann innerhalb von ZFC nicht für allgemeine C*-Algebren bewiesen werden, denn daraus ergäbe sich der Beweis für eine positive Antwort auf das Naimark-Problem, was ja im vorangegangenen Punkt ausgeschlossen worden war. Das Scheitern einer solchen Charakterisierung ist konsistent, wie das Gegenbeispiel zeigt.
- Es ist gegenwärtig (2024) nicht bekannt, ob es nicht auch ein Gegenbeispiel auf Basis von ZFC gibt, und es ist auch nicht bekannt, ob eine positive Antwort auf das Naimark-Problem konsistent wäre oder mehr noch, ob die genannte Charakterisierung von Typ-I-C*-Algebren auch für nicht-separable C*-Algebren konsistent wäre.
- Neben den Typ-I-C*-Algebren gibt es weitere Klassen von C*-Algebren, für die das Naimark-Problem eine positive Antwort hat.[3]